# Sekundärpackmittel
Sekundärpackmittel sind Umverpackungen, die nicht in direktem Kontakt zu den zu verpackenden Gegenstand stehen und die meist Schutz- und Kontrollfunktion haben.

## Beschaffenheit
Sekundärpackmittel sind Verpackungsmittel wie Folien, Faltschachteln, Gläser, Dosen oder Deckel. Solche Packmittel können aus verschiedensten Materialien gefertigt sein, beispielsweise aus Papier, Pappe, Polyethylen, Polypropylen, Polystyrol, Aluminium, Glas, Porzellan oder Steingut. Typische Sekundärpackmittel sind Umverpackungen, die nicht in direktem Kontakt zum Lebensmittel stehen, beispielsweise
- Etiketten auf Weinflaschen aus Glas.
- Beutel, der eine definierte Anzahl primärverpackter Bonbons enthält.
- Faltschachtel einer folienverpackten Tiefkühlpizza.

Im Unterschied dazu sind Primärpackmittel solche Verpackungsmittel, die in direkten Kontakt mit zu verpackenden Gegenständen (z. B. Lebensmittel) kommen. Die hygienischen Anforderungen an Primärpackmittel für Lebensmittel und Pharmaka sind höher als die an Sekundärpackmittel.